# Auguste Strauwen
Auguste Louis Strauwen (Laken (België), 8 maart 1874 - Tienen, 29 september 1947) was een Belgisch fluitist, dirigent en muziekpedagoog. Hij was zoon van de componist Pierre Strauwen (1836-1890) en broer van de hoornist Pierre Henri Strauwen (1861-1926), de componist Jules-Emile Strauwen sr. (1863-1943) en van de componist Jean Strauwen (1878-1947) en de oom van Jules Emile Adhemar Strauwen.

## Levensloop
Strauwen studeerde aan het Koninklijk Conservatorium te Brussel onder andere dwarsfluit bij Theophile Anthoni. In 1891 behaalde hij een eerste prijs in zijn hoofdvak dwarsfluit. Van 1890 tot 1907 was hij dwarsfluitist in het symfonisch orkest van het Koninklijk Conservatorium Brussel en werd in 1894 solo fluitist in het orkest van de Koninklijke Muntschouwburg te Brussel. Later was hij in Brussel ook dwarsfluitist bij de Concerts populaires, de Concerts Ysaÿe en de Concerts Durant. 
Als fluitist was hij ook verbonden aan het Orkest van het Casino van Royan, het Orkest van het Casino van Boulogne en het Orkest van het Casino van Blankenberge. Verder speelde hij dwarsfluit in het orkest van het Wauxhall-theater in Brussel. Een bijzondere verbondenheid heeft hij met het Kursaalorkest Oostende gehad. Te eerst was hij solo fluitist (1898-1913), dan derde dirigent (1905-1914) en hij leidde vanaf 1912 de morgenconcerten. 
Een concertreis door het Verenigd Koninkrijk deed hij in 1908.
Als docent fluit was hij verbonden aan de Stedelijke Muziekschool Kortrijk (1909-1927) en aan het Stedelijk Muziek-Conservatorium te Leuven (1920-1939). Van 1916 tot 1919 was hij ook docent dwarsfluit aan het Koninklijk Conservatorium te Brussel en van 1909 tot 1938 aan het Koninklijk Conservatorium te Gent.